# Ullswater
Der Ullswater ist der zweitgrößte See im englischen Lake District. Er ist ungefähr 14,5 Kilometer lang und 1200 Meter breit, bei einer Durchschnittstiefe von 60 Metern.

## Beschreibung
Viele betrachten den Ullswater als den Schönsten der englischen Seen und vergleichen ihn mit dem Vierwaldstättersee in der Schweiz. Die langgezogene „Band“-ähnliche Form des Sees ist typisch für die Seen des Lake Districts. Sie ist durch die Gletscher der letzten Eiszeit entstanden, die den Talboden aushöhlten. Durch das Schmelzwasser der Gletscher füllte sich die entstandene Höhlung mit Wasser. Durch die umliegenden Berge erhält der Ullswater die Form eines länglichen Z und wird in drei Segmente, die sogenannten reaches geteilt.
Der Ursprung des Namens Ullswater ist unbekannt. Einerseits wird angenommen, dass der Name sich von einem nordischen Häuptling namens Ulf ableitet, der über dieses Gebiet herrschte. Andererseits gab es einen sächsischen Lord of Greystoke mit dem Namen Ulphus, dessen Land bis an den See reichte. 
Das Dorf Glennridding liegt am südlichen Ende des Sees. Es dient als Ausgangspunkt für Wanderungen auf Englands dritthöchsten Berg, den Helvellyn, und viele andere lohnende Gipfel. Das Dorf Pooley Bridge liegt am nördlichen Ende des Sees. Seine schmale Brücke aus dem 16. Jahrhundert über den Eamont, der aus dem Ullswater fließt, wird durch das eisenzeitliche Fort Dunmallard Hill überblickt. Auf einem großen Teil seiner Länge bildet der Ullswater eine natürliche Grenze zwischen den traditionellen Grafschaften Cumberland und Westmorland.

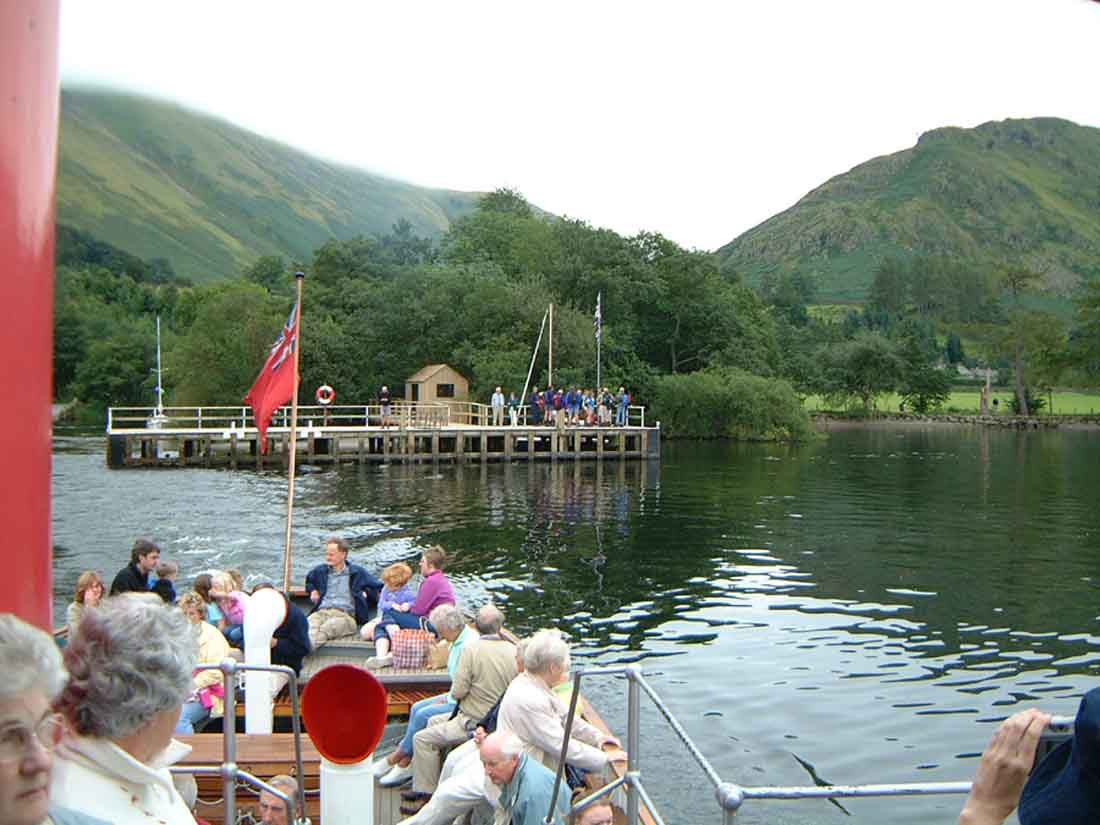
Ein Ausflugsdampfer auf dem Ullswater zwischen Howtown und Pooley Bridge.

Eine der größten Attraktionen des Sees sind die "Lake Steamer", die Ausflugsfahrten zwischen Pooley Bridge, Glenridding und Howtown im Sommer durchführen. Diese Dampfschiffe sind original Post-, Transport- und Passagierschiffe aus den 1850er Jahren, die die Greenside Bleimine belieferten, die 1962 den Betrieb einstellte. Heutzutage fahren drei Dampfer auf dem Ullswater: die "Raven", die "Lady of the Lake" und die "Lady Dorothy". Im Sommer ist es sehr beliebt, die Fähre von Glennridding nach Howtown zu nehmen und dann entlang des Seeufers auf einem der beliebtesten und landschaftlich reizvollsten Wanderwege des Lake Districts zurückzukehren.
Das Segeln auf dem Ullswater ist ebenfalls sehr beliebt, und um den See herum gibt es mehrere Yachthäfen. Auch findet man hier Möglichkeiten zum Rudern, Wasserski- und Motorbootfahren. Eine weitere Attraktion des Ullswater ist der Aira Force, ein spektakulärer Wasserfall auf halbem Weg am Westufer des Sees. Ein Teil des Ullswater liegt innerhalb des Gebiets des National Trust. 

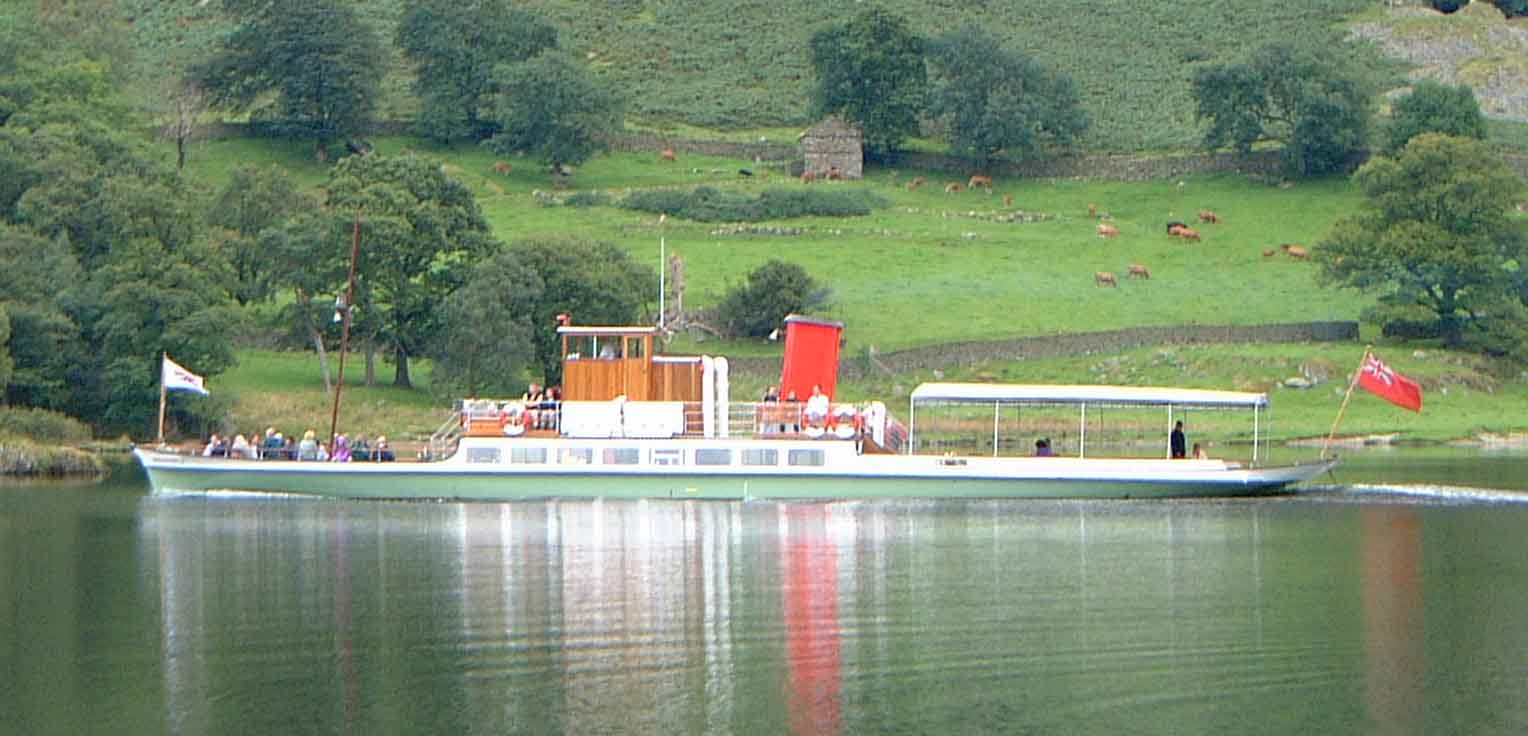
Ullswater Dampfer verlässt Glenridding

Sir Donald Campbell stellte hier am 23. Juli 1955 einen neuen Geschwindigkeitsweltrekord auf dem Wasser auf, als er sein turbinengetriebenes "hydroplane" "Bluebird K7" auf 325,53 km/h (202,32 mph) beschleunigte.
Etwas südlich von Pooley Bridge befindet sich an der Ostseite des Sees Eusemere, wo der Antisklavereiaktivist Thomas Clarkson (1760-1846) lebte. Von diesem Haus aus hat man einen der besten Blicke über den unteren "reach" des Ullswater. William und Dorothy Wordsworth waren Freunde von Clarkson und besuchten ihn zu vielen Gelegenheiten, was Wordsworth im April 1802 zu seinem Gedicht "Daffodils" (Osterglocken) inspirierte, nachdem er diese am Ufer des Ullswater gesehen hatte. Wordsworth schrieb einmal über den Ullswater: "it is the happiest combination of beauty and grandeur, which any of the lakes affords" (Er ist die glücklichste Verbindung aus Schönheit und Pracht, die irgendeiner der Seen bietet).